# Telestes croaticus
Telestes croaticus är en fiskart som först beskrevs av Steindachner, 1866.  Telestes croaticus ingår i släktet Telestes och familjen karpfiskar. IUCN kategoriserar arten globalt som starkt hotad. Inga underarter finns listade i Catalogue of Life.